# Que Dios nos perdone
Que Dios nos perdone és una pel·lícula espanyola de 2016. Es tracta d'un thriller policíac que constitueix el tercer llargmetratge del seu director Rodrigo Sorogoyen, després de Stockholm i 8 cites.
Roberto Álamo, un dels protagonistes de la pel·lícula, va rebre el premi Goya a la millor interpretació masculina per la seva actuació i els seus guionistes Rodrigo Sorogoyen i Isabel Peña van ser guardonats, en la 64 Edició del Festival de Cinema de Sant Sebastià, amb el premi del Jurat pel guió.

## Argument
En l'estiu de 2011, dos policies busquen a contra-rellotge i de forma confidencial, a un assassí en sèrie pel centre de Madrid, amb el teló de fons de la crisi econòmica, el moviment 15-M i la visita del Papa/Papa Benet XVI.

## Repartiment
- Antonio de la Torre Martín: Velarde
- Roberto Álamo: Alfaro
- Javier Pereira: Andrés
- Luis Zahera: Alonsso
- Raúl Prieto: Bermejo
- María de Nati: Elena
- María Ballesteros: Rosario
- José Luis García Pérez: Sancho
- Mònica López: Amparo
- Rocío Muñoz-Cobo : Juana
- Teresa Lozano: Amalia
- Fran Nortes : Rafael March
- Andrés Gertrúdix : Padre Raúl
- Jesús Caba: Rubio
- Alfonso Bassave

## Producció
Céspedes Després de l'èxit de l'últim llargmetratge de Sorogoyen, Stockholm, en el Festival de Cinema de Màlaga de 2013, el productor Gerardo Herrero (Tornasol Films) es va interessar per aquest guió i va decidir accedir a la producció de la pel·lícula, explicant Sorogoyen, per a aquest projecte amb un pressupost més ambiciós que anteriorment, amb la participació dels actors Antonio de la Torre i Roberto Álamo. El rodatge es va dur a terme al centre de Madrid l'agost de 2015, a Tenerife - els interiors: les cases i la comissaria; pels avantatges fiscals que hi ha en les Illes Canàries- i l'escena final en Torrelavega (Cantàbria). La pel·lícula va passar pel Festival de Màlaga en la secció Cinc minuts de cinema i després va competir en el Festival de Sant Sebastià. Es va estrenar a Espanya el 28 d'octubre de 2016.

## Premis i nominacions

### Premis Goya
| Categoria                      | Nominats                            | Resultat  |
| ------------------------------ | ----------------------------------- | --------- |
| Millor pel·lícula              | Millor pel·lícula                   | Nominada  |
| Millor direcció                | Rodrigo Sorogoyen                   | Nominat   |
| Millor actor protagonista      | Roberto Álamo                       | Guanyador |
| Goya al millor actor secundari | Javier Pereira                      | Nominat   |
| Millor guió original           | Isabel Peña i Rodrigo Sorogoyen     | Nominada  |
| Millor muntatge                | Alberto del Campo i Fernando Franco | Nominat   |